# Hola (Włodawa)
Pour les articles homonymes, voir Hola.
Hola (prononciation [ˈxɔla]) est un village de la gmina de Stary Brus, du powiat de Włodawa, dans la voïvodie de Lublin, situé dans l'est de la Pologne.
Il se situe à environ 11 kilomètres au nord-ouest de Stary Brus (siège de la gmina), 26 kilomètres à l'ouest de Włodawa (siège du powiat) et 55 kilomètres au nord-est de Lublin (capitale de la voïvodie).

## Administration
De 1975 à 1998, le village est attaché administrativement à l'ancienne voïvodie de Chełm.
Depuis 1999, il fait partie de la nouvelle voïvodie de Lublin.